# 500 Millas de Indianápolis de 2014
La 98.ª edición de las 500 millas de Indianápolis se disputó el domingo 25 de mayo de 2014 en el Indianapolis Motor Speedway. Es el evento más importante de la Temporada 2014 de la Verizon IndyCar Series. El vigente ganador de la carrera, el brasileño Tony Kanaan es el vigente defensor de la carrera.

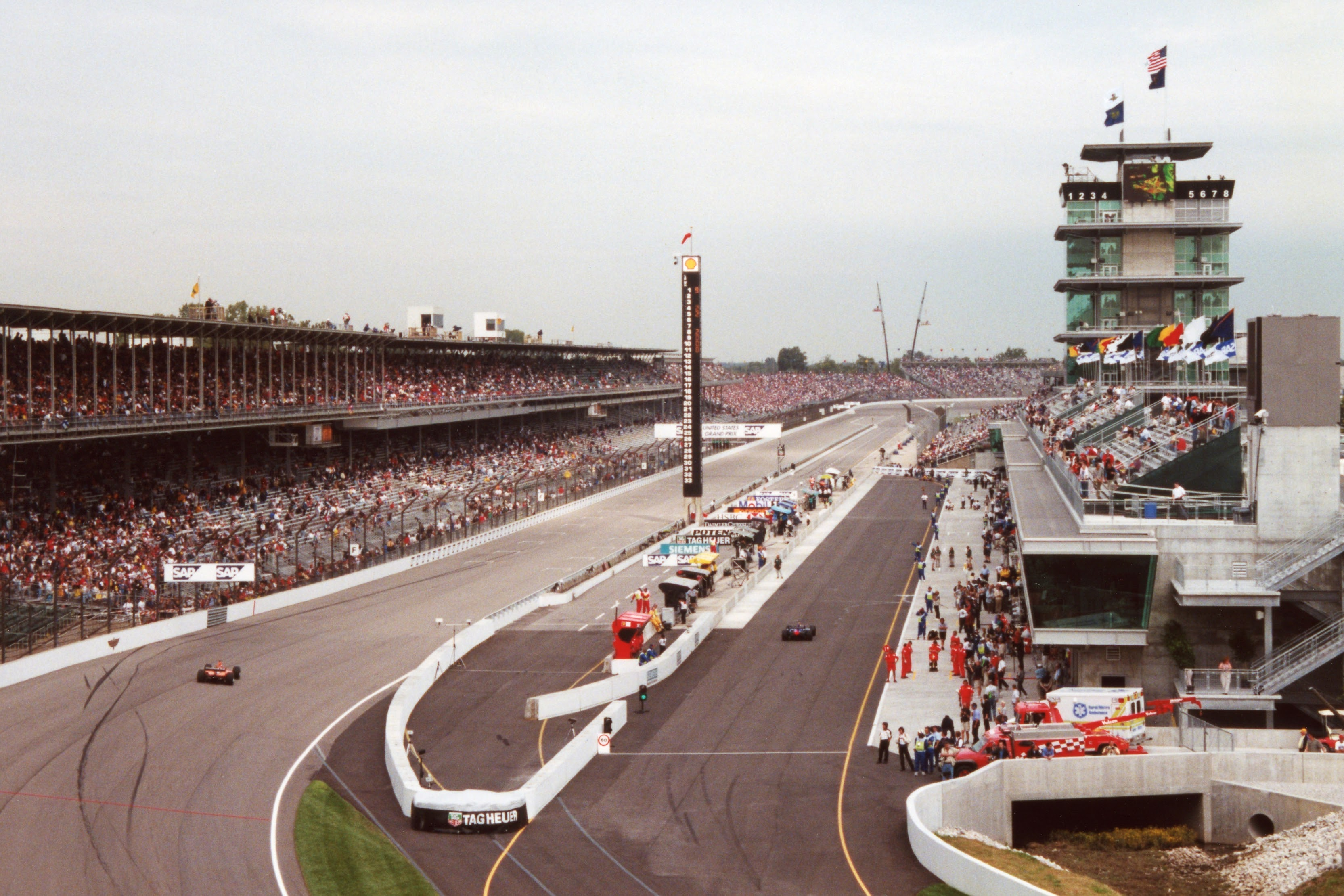
Vista de los Pits Stops del Indianapolis Motor Speedway.

El mes de mayo, inició sus actividades al acoger una carrera en el circuito mixto del Indianapolis Motor Speedway el sábado 10 de mayo, al presentarse la cuarta fecha bajo el nombre de Gran Premio de Indianápolis. La apertura para las prácticas para las 500 millas de Indianápolis se llevará a cabo el domingo 11 de mayo.
Las cuatro divisiones del programa Road to Indy participaron como competencias teloneras, con dobles jornadas la Cooper Tires Indy Lights (con la competición del Desafío Freedom y el Freedom 100) y las carreras de la Serie IndyCar (con el acogimiento del Gran Premio de Indianápolis y las 500 millas de Indianápolis), y unas carreras en el circuito mixto solamente para el Campeonato Nacional U.S. F2000 y la Pro Mazda, con las fechas en el Lucas Oil Raceway para competencias ovales para las dos series durante el fin de semana de carrera de óvalos. La Super Trucks Stadium también competirá en el área de Indianápolis para disputar el Carb Day en pista.

## Programa
Las actividades comenzaron el martes 29 de abril con una prueba especial para Jacques Villeneuve y Kurt Busch en el óvalo. El miércoles 30 de abril la pista estuvo haciendo pruebas que se llevaron a cabo en el circuito mixto del Indianapolis Motor Speedway. El Programa Anual de Orientación novatos se celebró el lunes 5 de mayo. Los eventos para la edición inaugural del Gran Premio de Indianápolis se llevaron a cabo durante tres días, entre el 8 y el 10 de mayo de 2014. El domingo 11 de mayo, el circuito se configuró para las pruebas en su trazado oval, y las prácticas para la Indy 500 se iniciaron.
Por primera vez en la historia moderna, una sesión de práctica posterior a la clasificación (que no tiene que ver con el Carb Day) se celebró el lunes siguiente a las clasificaciones.
| Fecha       | Día       | Evento |
| ----------- | --------- | --- |
| 29 de abril | Martes    | Primer Test de Pruebas en el óvalo |
| 30 de abril | Miércoles | Primer Test de Pruebas en el circuito Mixto |
| 5 de mayo   | Lunes     | Práctica Orientación a los Novatos |
| 8 de mayo   | Jueves    | Práctica Circuito Mixto Gran Premio de Indianápolis                                                                                             |
| 9 de mayo   | Viernes   | Clasificación Gran Premio de Indianápolis |
| 10 de mayo  | Sábado    | Gran Premio de Indianápolis |
| 11 de mayo  | Domingo   | Primera Sesión de Prácticas en el óvalo |
| 12 de mayo  | Lunes     | Segunda Sesión de Prácticas en el óvalo |
| 13 de mayo  | Martes    | Tercera Sesión de Prácticas en el óvalo |
| 14 de mayo  | Miércoles | Cuarta Sesión de Prácticas en el óvalo |
| 15 de mayo  | Jueves    | Quinta Sesión de Prácticas en el óvalo |
| 16 de mayo  | Viernes   | Sexta Sesión de Prácticas en el óvalo |
| 17 de mayo  | Sábado    | Clasificaciones 500 millas de Indianápolis Día Sábado Pole Day                                                                                  |
| 18 de mayo  | Domingo   | Clasificaciones 500 millas de Indianápolis Día Domingo Bump Day                                                                                 |
| 19 de mayo  | Lunes     | Séptima Sesión de Prácticas en el óvalo |
| 21 de mayo  | Miércoles | Día de la Comunidad |
| 22 de mayo  | Jueves    | Clasificaciones Freedom 100 Indy Lights |
| 23 de mayo  | Viernes   | Octava Sesión de Prácticas para el Día de Carburación Carb Day(Práctica Final) Desafío de los Boxes y competencia Freedom 100 de la Indy Lights |
| 24 de mayo  | Sábado    | Desfile del día de los Legendarios |
| 25 de mayo  | Domingo   | Edición 98° de las 500 millas de Indianápolis                                                                                                   |

## Novedades para la 98.ª edición

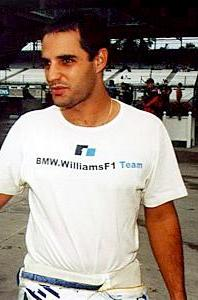
Juan Pablo Montoya regresará a competir en las 500 millas de Indianápolis 14 años después de haber ganado la carrera en el año 2000.

Se espera que la carrera espera tener por lo menos a seis exganadores de las 500 millas de Indianápolis en la parrilla de salida, incluyendo a dos pilotos que regresan por primera vez en más de una década. El campeón defensor de la carrera Tony Kanaan y Scott Dixon competirán para Ganassi. El tres veces ganador Helio Castroneves volverá con Penske. Estará acompañado por el ganador de la carrera del año 2000 el colombiano Juan Pablo Montoya, que vuelve a la Indy 500 por primera vez desde su victoria, después parar su carrera en la Fórmula 1 y la serie NASCAR.
El tres veces ganador de la Indy 500, y tetracampeón de la IndyCar Series, el escocés Dario Franchitti anunció que tras retiro de la competición en a finales del 2013, a raíz del accidente en el anterior Gran Premio de Houston de 2013, conducrirá como parte de la apertura de la carrera el coche de seguridad.
El canadiense campeón Mundial de Fórmula 1 y también ganador de las 500 millas de Indianápolis, Jacques Villeneuve, anunció que volverá a las 500 millas con el auspicio de competir con el equipo Sam Schmidt Motorsports. Será su primera aparición desde su victoria en 1995. Buddy Lazier vuelve a la Indy 500 con su propio equipo, el Lazier Partners Racing. Lazier piloteó también con su propio equipo en 2013.
El excampeón de la serie NASCAR Sprint Cup Series Kurt Busch, quien había realizado una prueba de novatos en el 2013, anunció que entrará a las 500 millas con auspicio de Andretti Autosport. buscará hacer doble jornada, ya que disputará la carrera de Indianápolis y la Coca-Cola 600 en el conocido "Double Duty" o Doble carrera, convirtiéndose en el primer piloto en intentar lograr la proeza desde Robby Gordon quien lo hizo en 2004. Busch será el primer campeón de NASCAR que participará para calificarse para la Indy 500, así como lo han hecho algunos de sus compañeros campeones de la Copa Sprint y de la Indy 500 que han competido como Bobby Allison, Tony Stewart, y Cale Yarborough, pero que todavía no habían ganado el título de NASCAR en el momento en que corrieron en Indianápolis. En total, las 500 millas de Indianápolis será, por primera vez en la historia, una competencia en la que se mezclará de al menos a un ex campeón de la Fórmula 1, la IndyCar y la serie NASCAR.

### Cambios en el formato de clasificación y otras reglas
Desde 2014, un nuevo formato de calificación se introducirá para 2014 en cuanto a la competencia de las 500 millas de Indianápolis. La clasificación se llevará a cabo durante dos días (sábado y domingo), con el ganador pole position no determinado hasta el segundo día. El procedimiento de clasificación será como sigue:
- En el primer día clasificaciones (el sábado 17 de mayo), todos coches inscritos harán un intento por clasificarse. Se ha programado una serie de eliminatorias entre las 11 a. m. y las 5:50 p. m. Los 33 coches más rápidos serán encerrados en la pista al inicio de las respectivas pruebas. Las posiciones de largada para la competencia, sin embargo, no se podrán asignar en el momento de la clasificación. Los nueve primeros coches del sábado serán elegibles para el Fast Nine Shootout o Duelo de los Mejores Nueve.

- En el segundo día clasificaciones (domingo 18 de mayo), los autos que registraron tiempos que oscilan las posiciones de salida entre la 10.ª y la 33.ª posiciones tendrán que hacer cada uno intento de clasificación, a partir de las 10:15 a. m. Los tiempos del sábado serán borrados, y los tiempos del domingo determinarán los once iniciales. A las 2 p. m. del domingo, los nueve primeros coches que clasificaron el sábado participarán en el Fast Nine Shootout donde se determinará la posición de privilegio, así como las posiciones de partida 2.º al 9.º lugar.

- Se requerirá que todos los motores para el 2014 tengan un sistema gemelo biturbo. Los propulsores turbo tradicionales ya no serán permitidos. Anteriormente, solo Chevrolet (y por un breve tiempo, Lotus ) utilizaron un doble turbo.[10]

- Se han eliminado las sanciones de la grilla basados en los cambios de motor que no eran autorizados.[11] Anteriormente, el motor no aprobado cambiado sufría por las penalizaciones incurridas durante el mes de mayo en Indianápolis y que serían efectivas en la próxima fecha de la temporada. A partir de 2014, la pena será en la reducción de los puntos en el campeonato de fabricantes. Si los equipos actúan con negligencia deliberada para causar fallos en el motor, la pena será a partir de la parte trasera de la grilla de partida.

- A partir de 2014, los puntos válidos para el campeonato de la IndyCar para las 500 millas de Indianápolis, así como la Pocono 500 y la MAVTV 500 (la carrera de Fontana) se duplicó la puntuación en comparación con el resto de carreras del calendario.[12]

## Lista de inscritos
| List.                      | N.º | Piloto                          | Equipo                                | Motor     |
| -------------------------- | --- | ------------------------------- | ------------------------------------- | --------- |
| 1                          | 2   | Juan Pablo Montoya G            | Team Penske                           | Chevrolet |
| 2                          | 3   | Helio Castroneves G             | Team Penske                           | Chevrolet |
| 3                          | 5   | Jacques Villeneuve G            | Schmidt Peterson Motorsports          | Honda     |
| 4                          | 6   | Townsend Bell                   | KV Racing Technology                  | Chevrolet |
| 5                          | 7   | Mijaíl Alioshin N               | Schmidt Peterson Hamilton Motorsports | Honda     |
| 6                          | 8   | Ryan Briscoe                    | Chip Ganassi Racing                   | Chevrolet |
| 7                          | 9   | Scott Dixon G                   | Chip Ganassi Racing                   | Chevrolet |
| 8                          | 10  | Tony Kanaan G                   | Chip Ganassi Racing                   | Chevrolet |
| 9                          | 11  | Sébastien Bourdais              | KV Racing Technology                  | Chevrolet |
| 10                         | 12  | Will Power                      | Team Penske                           | Chevrolet |
| 11                         | 14  | Takuma Satō                     | A.J. Foyt Enterprises                 | Honda     |
| 12                         | 15  | Graham Rahal                    | Rahal Letterman Lanigan Racing        | Honda     |
| 13                         | 16  | Oriol Serviá                    | Rahal Letterman Lanigan Racing        | Honda     |
| 14                         | 17  | Sebastián Saavedra              | KV Racing Technology                  | Chevrolet |
| 15                         | 18  | Carlos Huertas N                | Dale Coyne Racing                     | Honda     |
| 16                         | 19  | Justin Wilson                   | Dale Coyne Racing                     | Honda     |
| 17                         | 20  | Ed Carpenter                    | Ed Carpenter Racing                   | Chevrolet |
| 18                         | 21  | J.R. Hildebrand                 | Ed Carpenter Racing                   | Chevrolet |
| 19                         | 22  | Sage Karam N                    | Dreyer & Reinbold Kingdom Racing      | Chevrolet |
| 20                         | 25  | Marco Andretti                  | Andretti Autosport                    | Honda     |
| 21                         | 26  | Kurt Busch N                    | Andretti Autosport                    | Honda     |
| 22                         | 27  | James Hinchcliffe E.J. Viso (*) | Andretti Autosport                    | Honda     |
| 23                         | 28  | Ryan Hunter-Reay                | Andretti Autosport                    | Honda     |
| 24                         | 33  | James Davison N                 | KV Racing Technology                  | Chevrolet |
| 25                         | 34  | Carlos Muñoz                    | Andretti Autosport                    | Honda     |
| 26                         | 41  | Martin Plowman N                | A. J. Foyt Enterprises                | Honda     |
| 27                         | 63  | Pippa Mann                      | Dale Coyne Racing                     | Honda     |
| 28                         | 67  | Josef Newgarden                 | Sarah Fisher Hartman Racing           | Honda     |
| 29                         | 68  | Alex Tagliani                   | Sarah Fisher Hartman Racing           | Honda     |
| 30                         | 77  | Simon Pagenaud                  | Schmidt Peterson Hamilton Motorsports | Honda     |
| 31                         | 83  | Charlie Kimball                 | Chip Ganassi Racing                   | Chevrolet |
| 32                         | 91  | Buddy Lazier G                  | Lazier Partners Racing                | Chevrolet |
| 33                         | 98  | Jack Hawksworth N               | Bryan Herta Autosport                 | Honda     |
| LISTA DE PILOTOS INSCRITOS |     |                                 |                                       |           |

| Clave | Información |
| ----- | ----------- |
| N     | Novato      |
| G     | Ganador     |

### Nota
- (*) Reemplazo temporal por lesión de James Hinchcliffe.

## Pruebas y orientación de novatos

### Prácticas

#### Exámenes martes 29 de abril (Actualización de pilotos)
- Tiempo: 74 °F (23 °C)

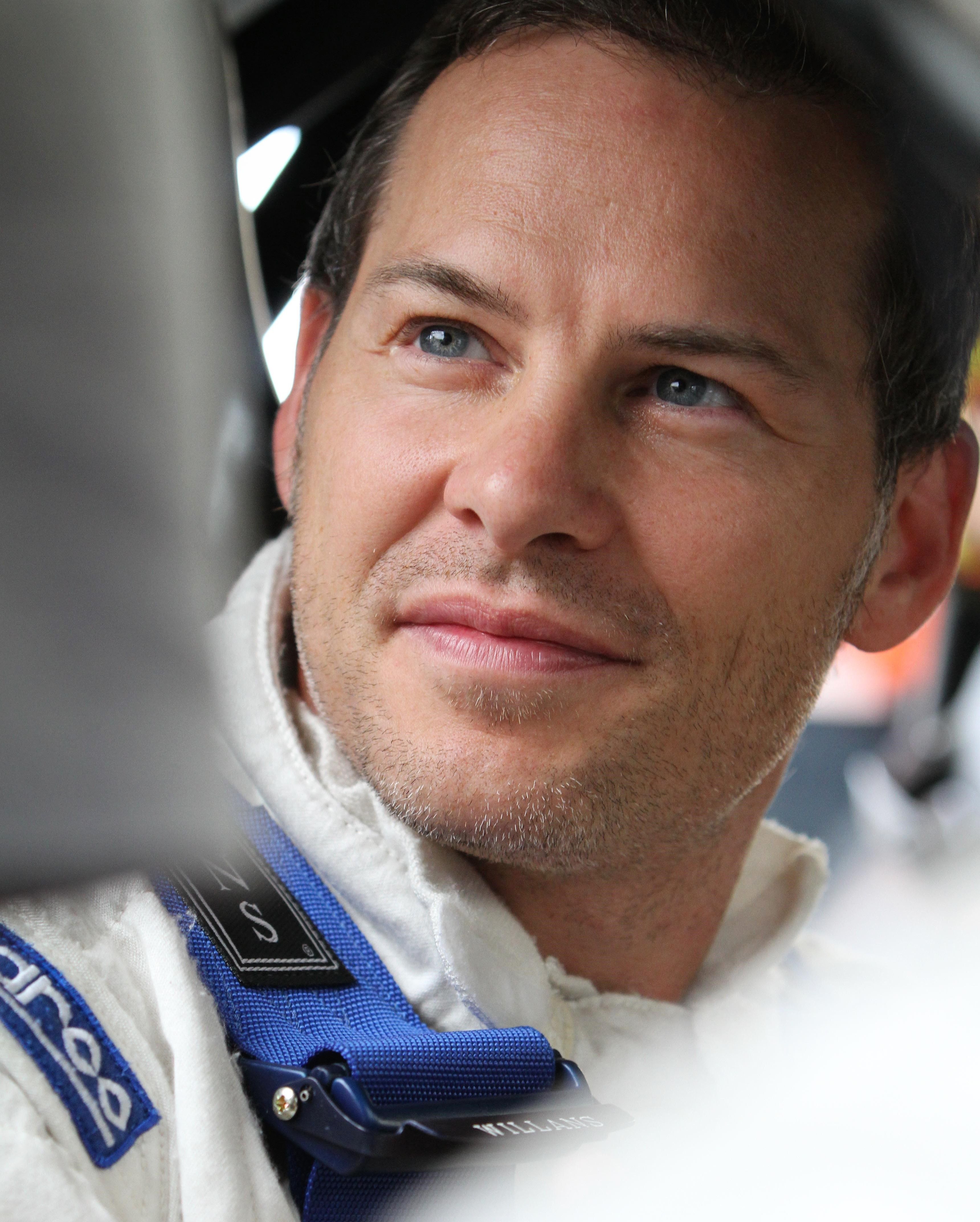
Jacques Villeneuve completando el test de actualización

- Resumen de la Práctica: La primera actividad en pista en 2014 fue una prueba de Actualización que involucró a dos pilotos, el novato de la carrera Kurt Busch y el exganador Jacques Villeneuve.[13] Los dos pilotos han pasado la prueba de actualización sin incidentes. La prueba de actualización formal fue de 25 vueltas que compone en dos fases, siendo parte la segunda y tercera de la prueba oficial de novatos. Busch, quien inicialmente pasó una prueba de novatos en 2013, regresó a la pista para los preparativos para intentar la doble competición. Villeneuve, el ganador de 1995, hizo sus primeras vueltas para la competencia en el óvalo con un coche Indy desde su victoria de 1995. La sesión programada terminó poco después de las 4 p. m. debido a la lluvia.

| 1               | 26 | Kurt Busch (R)     | Andretti Autosport                    | 220.844 |
| 2               | 5  | Jacques Villeneuve | Schmidt Peterson Hamilton Motorsports | 217.742 |
| INFORME OFICIAL |    |                    |                                       |         |

#### Prueba de orientación de novatos - lunes 5 de mayo

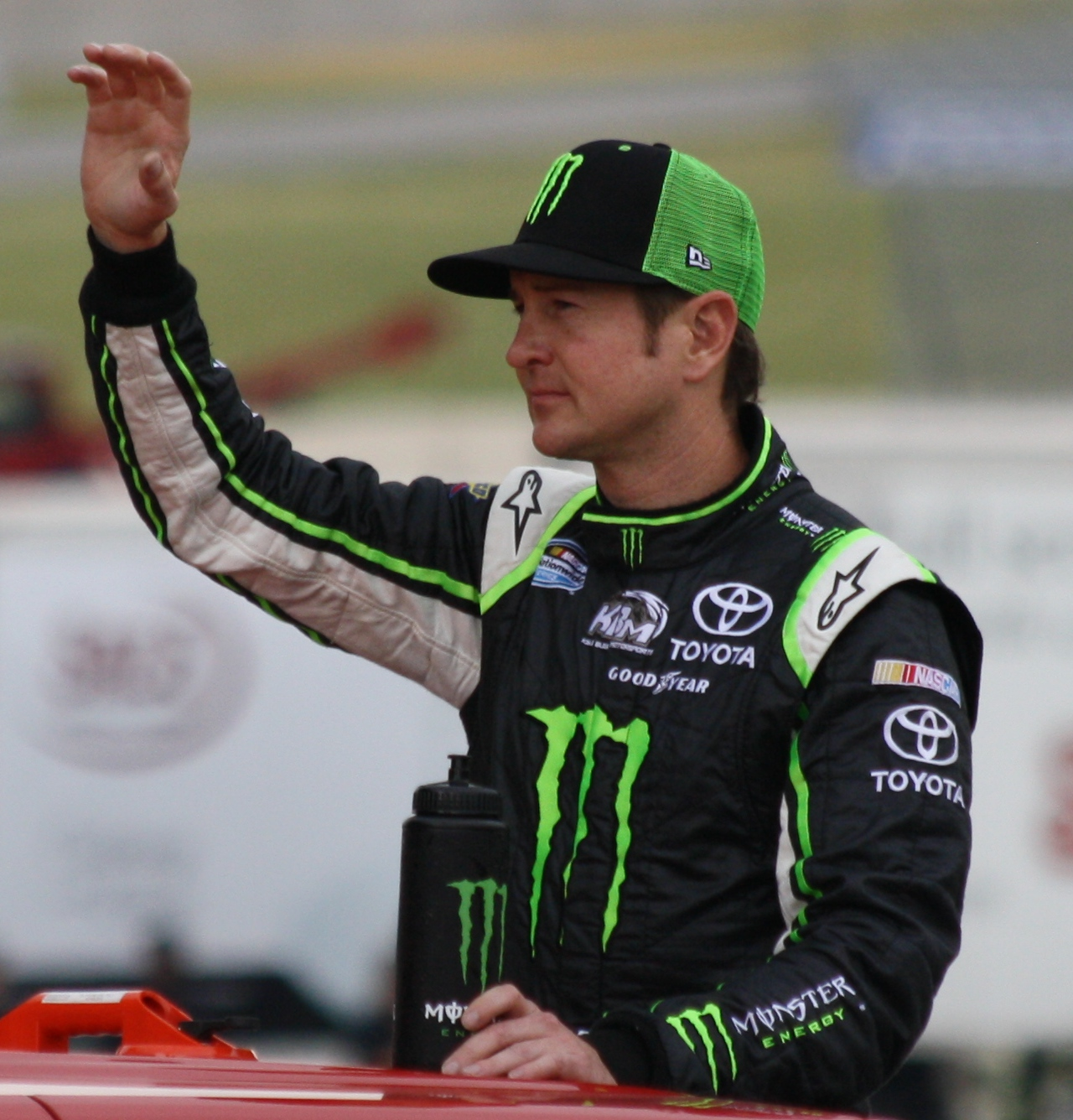
Kurt Busch lideró los tiempos durante la sesión de la Prueba de orientación de novatos.

- Tiempo: 68 °F (20 °C), en general, soleado.
- Resumen de la Práctica: Siete pilotos tomaron parte en el programa anual de Orientación de Novatos. La prueba oficial de Orientación de Novatos consistió en tres fases (10 vueltas entre 200 a 205 mph, 15 vueltas entre 205 a 210 mph y 15 vueltas más a 210 mph). Seis de los siete conductores pasaron todas las tres fases. El campeón de la Indy Lights de 2013, Sage Karam pasó solo las primeras fases de las tres programadas debido a problemas mecánicos. Los pilotos completaron 622 vueltas sin incidentes.[14] Kurt Busch, que completó la prueba de actualización del 29 de abril, volvió a la pista para tener mejores tiempos de prácticas. Completó 180 vueltas, y también participó en la práctica en la parada de boxes.

| 1               | 26 | Kurt Busch (R)      | Andretti Autosport               | 222.289 |
| 2               | 7  | Mijaíl Alioshin (R) | Sam Schmidt Motorsports          | 219.170 |
| 3               | 22 | Sage Karam (R)      | Dreyer & Reinbold Kingdom Racing | 218.419 |
| REPORTE OFICIAL |    |                     |                                  |         |

### Prácticas oficiales

#### Domingo 11 mayo - Día inaugural de prácticas

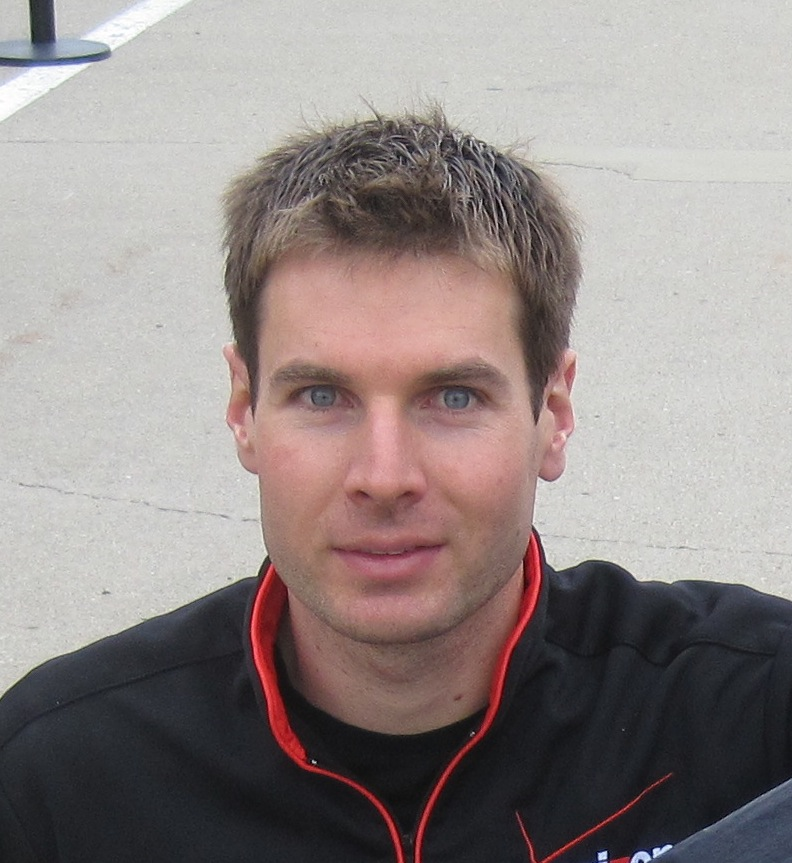
Will Power lideró la primera sesión de prácticas.

- Tiempo: (29 °C) 84 °F, nubosidad creciente
- Resumen de las prácticas: La apertura de las prácticas del día vio dominar al Penske Racing dominar los primeros lugares con sus mejores registros, Will Power con unos 223,057 mph (358,975 km/h), impulsó la vuelta más rápida, mientras que Hélio Castroneves quien completó (82) vueltas siendo el que más vueltas dio. Temprano en la tarde, el novato Sage Karam completó su prueba de novatos. Un total de 24 pilotos han completado 731 vueltas sin incidentes. Una breve bandera amarilla producto de un rayo que cayò en la zona cerrada de la pista alrededor de las 4 p. m., pero la lluvia no se presentó en la pista de carreras. E.J. Viso piloteó en sustitución de James Hinchcliffe para Andretti Autosport. Un día antes, durante el Gran Premio de Indianápolis, Hinchcliffe sufrió una conmoción cerebral después de los escombros que golpearon en el casco. Será baja hasta que los médicos le den de alta para poder conducir.[15][16]

| Velocidades máximas de práctica | Velocidades máximas de práctica | Velocidades máximas de práctica | Velocidades máximas de práctica | Velocidades máximas de práctica | Velocidades máximas de práctica | Velocidades máximas de práctica | Velocidades máximas de práctica | Velocidades máximas de práctica |
| Pos                             | N.º                             | Piloto                          | Equipo                          | Velocidad                       |                                 |                                 |                                 |                                 |
| ------------------------------- | ------------------------------- | ------------------------------- | ------------------------------- | ------------------------------- | ------------------------------- | ------------------------------- | ------------------------------- | ------------------------------- |
| 1                               | 12                              | Will Power                      | Team Penske                     | 223.057                         |                                 |                                 |                                 |                                 |
| 2                               | 2                               | Juan Pablo Montoya              | Team Penske                     | 222.502                         |                                 |                                 |                                 |                                 |
| 3                               | 3                               | Hélio Castroneves               | Team Penske                     | 222.373                         |                                 |                                 |                                 |                                 |
| INFORME OFICIAL                 |                                 |                                 |                                 |                                 |                                 |                                 |                                 |                                 |

#### Lunes 12 de mayo - segundo día de prácticas

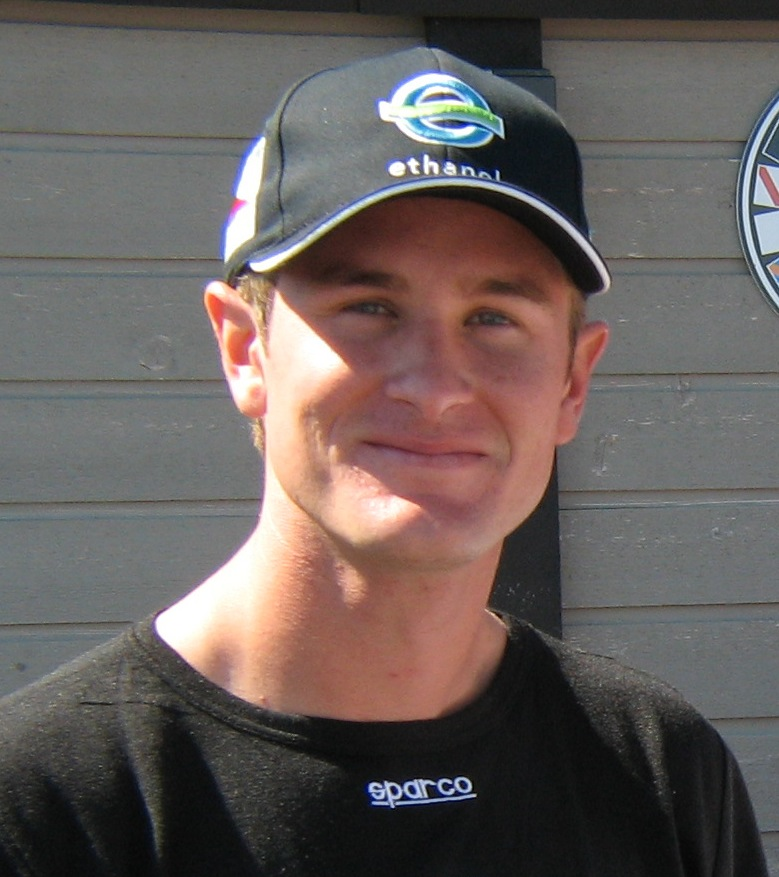
Ryan Hunter-Reay llegó a los 225 mph el lunes.

- Tiempo: (27 °C) 81 °F, nubosidad creciente
- Resumen de la práctica: Ryan Hunter-Reay se convirtió en el primer piloto en romper la barrera de 225 mph durante las prácticas. Durante el "Happy Hour" ('Hora feliz'), en la última hora de prácticas del día, piloteó la vuelta con un registro de vuelta de 225,025 mph (362,143 km/h). Un total de 30 pilotos completaron 2286 vueltas sin mayores incidentes. Ed Carpenter sufrió problemas mecánicos durante el día. A las 16:48 h, el coche de Carpenter desaceleró en la pista saliéndole humo por detrás de su coche, provocando una amarilla.[17][18]

| Velocidades máximas de práctica | Velocidades máximas de práctica | Velocidades máximas de práctica | Velocidades máximas de práctica | Velocidades máximas de práctica | Velocidades máximas de práctica | Velocidades máximas de práctica | Velocidades máximas de práctica | Velocidades máximas de práctica |
| Pos                             | N.º                             | Piloto                          | Equipo                          | Velocidad                       |                                 |                                 |                                 |                                 |
| ------------------------------- | ------------------------------- | ------------------------------- | ------------------------------- | ------------------------------- | ------------------------------- | ------------------------------- | ------------------------------- | ------------------------------- |
| 1                               | 28                              | Ryan Hunter-Reay                | Andretti Autosport              | 225.025                         |                                 |                                 |                                 |                                 |
| 2                               | 25                              | Marco Andretti                  | Andretti Autosport              | 224.037                         |                                 |                                 |                                 |                                 |
| 3                               | 3                               | Hélio Castroneves               | Team Penske                     | 223.635                         |                                 |                                 |                                 |                                 |
| INFORME OFICIAL                 |                                 |                                 |                                 |                                 |                                 |                                 |                                 |                                 |

#### Martes 13 de mayo - tercer día de prácticas

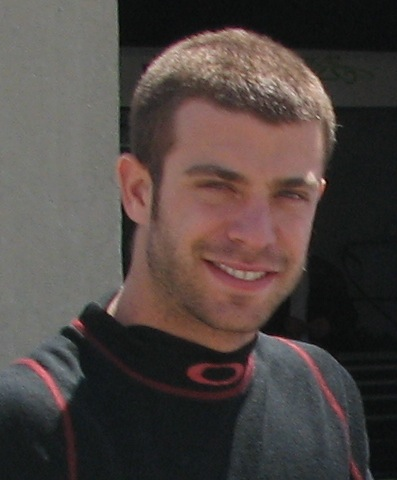
E. J. Viso Sustituto de James Hinchcliffe, registró el mejor tiempo del día.

- Tiempo: (26 °C) 79 °F, Fuertes tormentas eléctricas.
- Resumen de la práctica: Un total de 30 pilotos completaron 1.024 vueltas durante la sesión de prácticas del martes. Las fuertes tormentas cerraron la pista durante el día, poco antes de las 14:00 h. El piloto venezolando conocido por su apodo El Demonio de Caracas E.J. Viso, que pilotó en sustituciòn del canadiense James Hinchcliffe que se está recuperando de unas heridas de un golpe que le fracturó la muñeca en el Gran Premio de Indianápolis, evento de la temporada presente, encabezó la tabla registros importantes para el equipo Andretti Autosport, su compañero de equipo Kurt Busch quedó segundo.[19] Juan Pablo Montoya registró el tercer mejor tiempo del día, pero su día terminó prematuramente cuando su auto se detuvo en la curva cuatro, debido a una falla mecánica.

| Velocidades máximas de práctica | Velocidades máximas de práctica | Velocidades máximas de práctica | Velocidades máximas de práctica | Velocidades máximas de práctica | Velocidades máximas de práctica | Velocidades máximas de práctica | Velocidades máximas de práctica | Velocidades máximas de práctica |
| Pos                             | N.º                             | Piloto                          | Equipo                          | Velocidad                       |                                 |                                 |                                 |                                 |
| ------------------------------- | ------------------------------- | ------------------------------- | ------------------------------- | ------------------------------- | ------------------------------- | ------------------------------- | ------------------------------- | ------------------------------- |
| 1                               | 27                              | E. J. Viso                      | Andretti Autosport              | 224.488                         |                                 |                                 |                                 |                                 |
| 2                               | 26                              | Kurt Busch (R)                  | Andretti Autosport              | 224.159                         |                                 |                                 |                                 |                                 |
| 3                               | 2                               | Juan Pablo Montoya              | Team Penske                     | 224.115                         |                                 |                                 |                                 |                                 |
| INFORME OFICIAL                 |                                 |                                 |                                 |                                 |                                 |                                 |                                 |                                 |

#### Miércoles 14 de mayo - cuarto día de prácticas
- Tiempo: (27 °C) 81 °F, lluvia

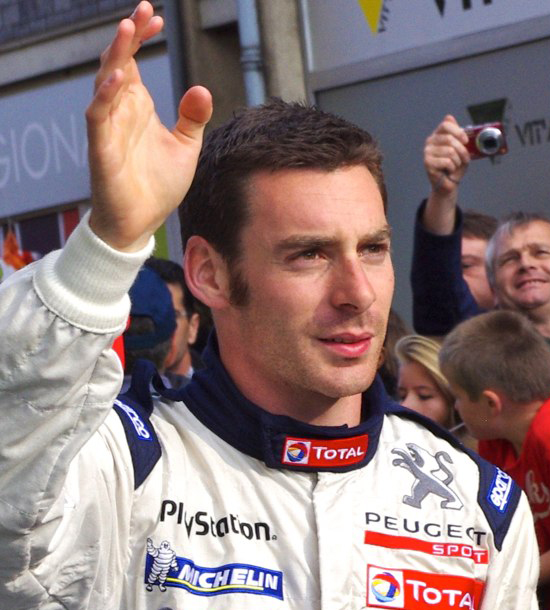
Simon Pagenaud registró el mejor tiempo del miércoles.

- Resumen de la práctica: Lluvia retrasó el inicio de prácticas hasta las 5 p. m. Debido al retraso, los funcionarios ampliaron la sesión de entrenamientos hasta las 7 p. m. Un total de 29 pilotos completaron 1044 vueltas. Justo después de las 6 p. m., el novato Jack Hawksworth perdió el control e hizo un trompo en la curva tres, y se estrelló contra la pared exterior. Fue el primer accidente del mes. Hawksworth no resultó herido. El francés Simon Pagenaud, que ganó el Gran Premio de Indianápolis, registró los tiempos más rápidos del día. Se convirtió en el primer piloto que superó la barrera de los 226 mph en el mes. A las 18:24 h, la llovizna regresó y la pista se volvió a cerrar por el resto del día.[20][21]

| Velocidades máximas de práctica | Velocidades máximas de práctica | Velocidades máximas de práctica | Velocidades máximas de práctica       | Velocidades máximas de práctica | Velocidades máximas de práctica | Velocidades máximas de práctica | Velocidades máximas de práctica | Velocidades máximas de práctica |
| Pos                             | N.º                             | Piloto                          | Equipo                                | Velocidad                       |                                 |                                 |                                 |                                 |
| ------------------------------- | ------------------------------- | ------------------------------- | ------------------------------------- | ------------------------------- | ------------------------------- | ------------------------------- | ------------------------------- | ------------------------------- |
| 1                               | 77                              | Simon Pagenaud                  | Schmidt Peterson Hamilton Motorsports | 226.122                         |                                 |                                 |                                 |                                 |
| 2                               | 21                              | J. R. Hildebrand                | Ed Carpenter Racing                   | 225.854                         |                                 |                                 |                                 |                                 |
| 3                               | 9                               | Scott Dixon                     | Chip Ganassi Racing                   | 225.494                         |                                 |                                 |                                 |                                 |
| INFORME OFICIAL                 |                                 |                                 |                                       |                                 |                                 |                                 |                                 |                                 |

#### Jueves 15 de mayo - quinto día de prácticas
- Tiempo: (10 °C) 50 °F, cielo nublado

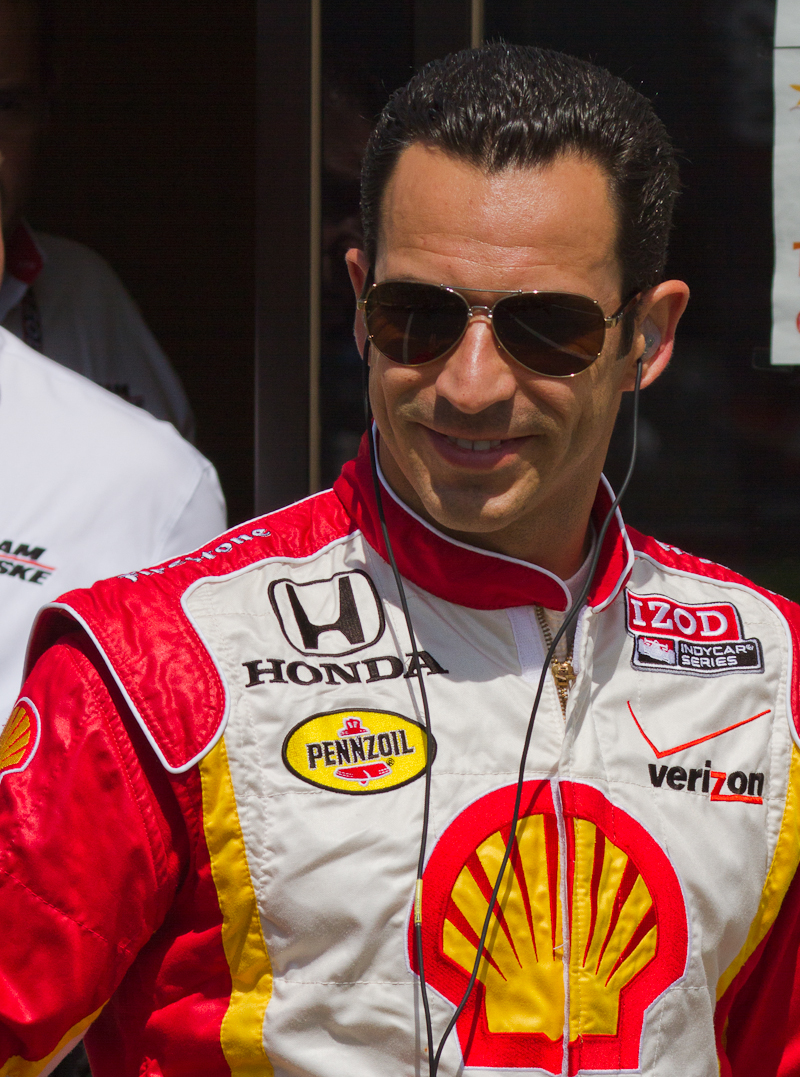
Hélio Castroneves fue el más rápido del día.

- Resumen de las prácticas: El día más ocupado de prácticas que hasta ahora se ha visto en el mes, participaron 34 conductores completando 2516 vueltas. En la hora final, Hélio Castroneves completó la vuelta más rápida del mes, en el primer piloto sobre las 227 mph. Tres pilotos entre ellos, el novato James Davison, Buddy Lazier y James Hinchcliffe dieron sus primeras vueltas de la semana. Hinchcliffe estaba de vuelta en pista después de ser estar incapacitado a raíz de su lesión para conducir producto de su conmoción cerebral. Tanto E.J. Viso como Pippa Mann sufrieron problemas mecánicos así como problemas de motor. El problema más grave del día lo tuvo Mijaíl Alioshin, que se detuvo en pista producto de fuego en su motor.[22][23]

| Velocidades máximas de Práctica | Velocidades máximas de Práctica | Velocidades máximas de Práctica | Velocidades máximas de Práctica | Velocidades máximas de Práctica | Velocidades máximas de Práctica | Velocidades máximas de Práctica | Velocidades máximas de Práctica | Velocidades máximas de Práctica |
| Pos                             | N.º                             | Piloto                          | Equipo                          | Velocidad                       |                                 |                                 |                                 |                                 |
| ------------------------------- | ------------------------------- | ------------------------------- | ------------------------------- | ------------------------------- | ------------------------------- | ------------------------------- | ------------------------------- | ------------------------------- |
| 1                               | 3                               | Hélio Castroneves               | Team Penske                     | 227.166                         |                                 |                                 |                                 |                                 |
| 2                               | 20                              | Ed Carpenter                    | Ed Carpenter Racing             | 226.257                         |                                 |                                 |                                 |                                 |
| 3                               | 12                              | Will Power                      | Team Penske                     | 225.899                         |                                 |                                 |                                 |                                 |
| REPORTE OFICIAL                 |                                 |                                 |                                 |                                 |                                 |                                 |                                 |                                 |

#### Viernes 16 de mayo - sexto día de prácticas oFast Friday
- Tiempo: (12 °C) 53 °F, lluvioso

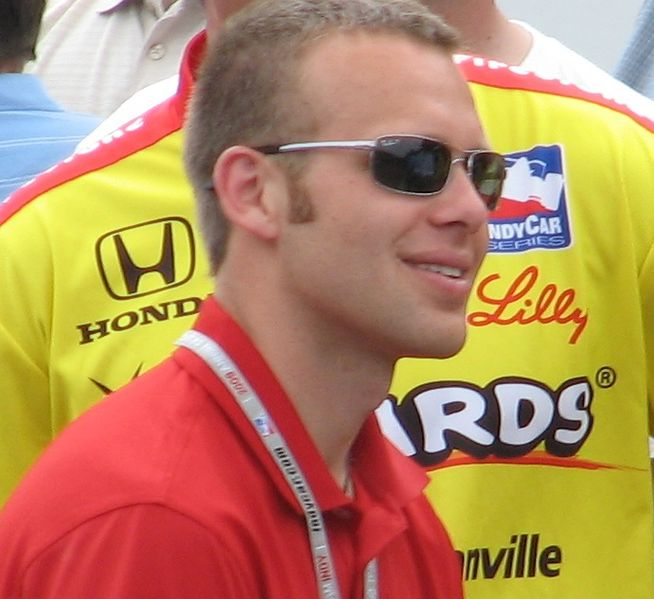
Ed Carpenter tuvo el mejor registro de velocidad el viernes.

- Resumen de las prácticas: La lluvia mantuvo a los coches fuera de la pista durante la mayor parte del día, y solo permitió una sesión de prácticas con 19 minutos de duración en el Fast Friday. Ed Carpenter marcó la vuelta rápida del mes durante el breve periodo de sesiones, con un registro de 230,522 mph (370,989 km / h). Fue la primera vuelta que llegó a los 230 mph en el Speedway desde 2003. Todos todos los coches les permitieron 140 Kilo Pascales para el impulso del turbocompresor, durante las prácticas del viernes, frente a los 130 Kilo Pascales permitidos entre el domingo y el jueves. No se reportaron incidentes.[24] Seis pilotos diferentes encabezaron la tabla de velocidades en cada uno de los seis días de prácticas.

| Velocidades máximas de Práctica | Velocidades máximas de Práctica | Velocidades máximas de Práctica | Velocidades máximas de Práctica | Velocidades máximas de Práctica | Velocidades máximas de Práctica | Velocidades máximas de Práctica | Velocidades máximas de Práctica | Velocidades máximas de Práctica |
| Pos                             | N.º                             | Piloto                          | Equipo                          | Velocidad                       |                                 |                                 |                                 |                                 |
| ------------------------------- | ------------------------------- | ------------------------------- | ------------------------------- | ------------------------------- | ------------------------------- | ------------------------------- | ------------------------------- | ------------------------------- |
| 1                               | 20                              | Ed Carpenter                    | Ed Carpenter Racing             | 230.522                         |                                 |                                 |                                 |                                 |
| 2                               | 3                               | Hélio Castroneves               | Team Penske                     | 229.843                         |                                 |                                 |                                 |                                 |
| 3                               | 25                              | Marco Andretti                  | Andretti Autosport              | 229.419                         |                                 |                                 |                                 |                                 |
| REPORTE OFICIAL                 |                                 |                                 |                                 |                                 |                                 |                                 |                                 |                                 |

### Segunda tanda de prácticas: Posteriores a la clasificación y elCarb Day

#### Lunes 19 de mayo - práctica post-clasificaciones

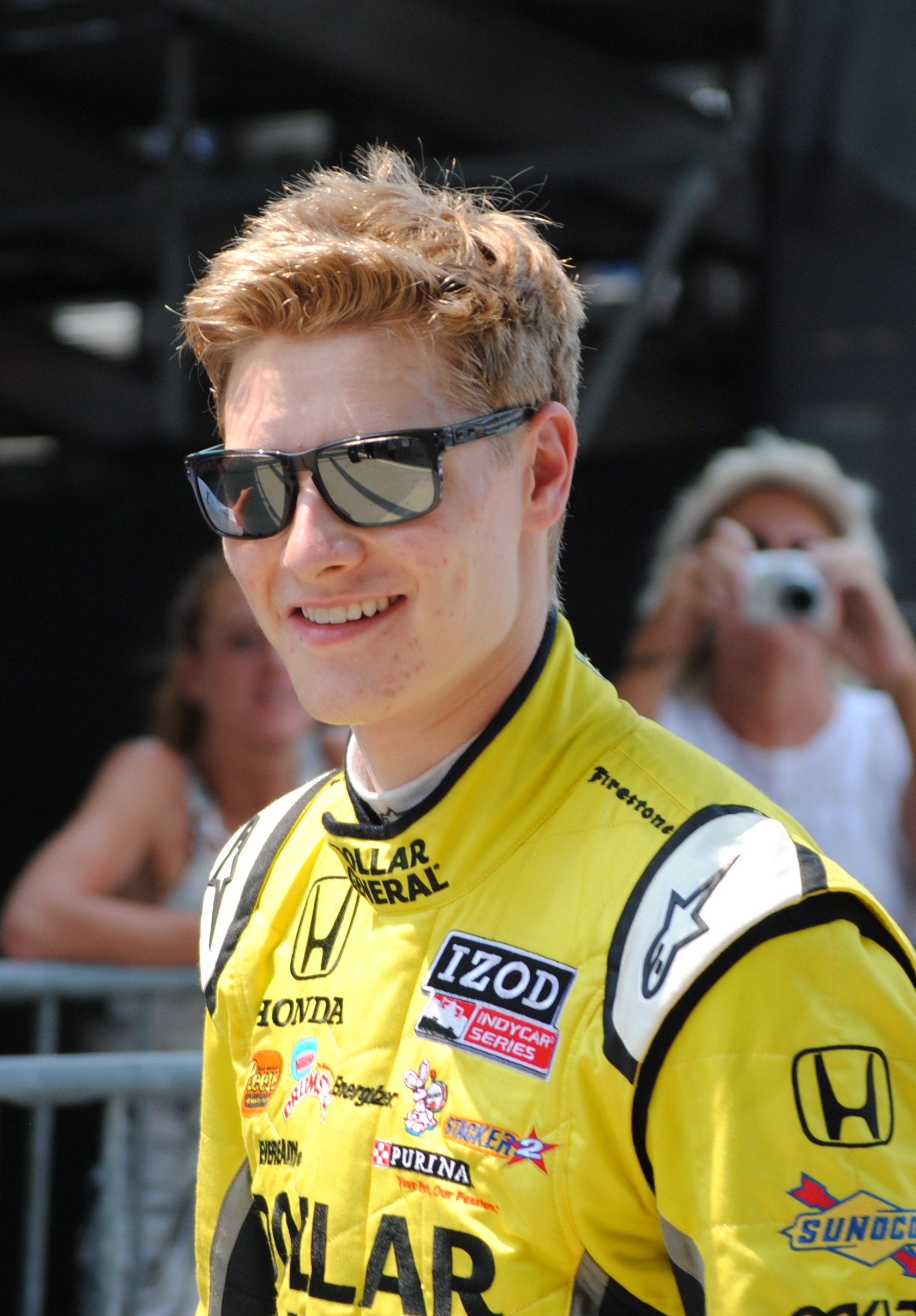
Josef Newgarden fue el más rápido de la sesión del lunes.

- Tiempo: (21 °C) 70 °F, parcialmente soleado
- Resumen de las Prácticas: Los 33 coches clasificados participaron en una segunda sesión de prácticas posteriores a las clasificaciones el lunes entre las 12 del mediodía y las 5 p. m., los pilotos completaron 2329 vueltas con Josef Newgarden siendo el más rápido del día. A las 13:35 horas, el coche de Kurt Busch golpeò la segunda curva, perdió el control y se estrelló contra la pared exterior saliendo de la segunda curva. El coche tenía graves daños en el lado derecho, pero Busch resultó ileso.

| Velocidades máximas de práctica | Velocidades máximas de práctica | Velocidades máximas de práctica | Velocidades máximas de práctica | Velocidades máximas de práctica | Velocidades máximas de práctica | Velocidades máximas de práctica | Velocidades máximas de práctica | Velocidades máximas de práctica |
| Pos                             | N.º                             | Piloto                          | Equipo                          | Velocidad                       |                                 |                                 |                                 |                                 |
| ------------------------------- | ------------------------------- | ------------------------------- | ------------------------------- | ------------------------------- | ------------------------------- | ------------------------------- | ------------------------------- | ------------------------------- |
| 1                               | 67                              | Josef Newgarden                 | Sarah Fisher Hartman Racing     | 227.105                         |                                 |                                 |                                 |                                 |
| 2                               | 2                               | Juan Pablo Montoya              | Team Penske                     | 226.532                         |                                 |                                 |                                 |                                 |
| 3                               | 9                               | Scott Dixon                     | Chip Ganassi Racing             | 226.433                         |                                 |                                 |                                 |                                 |
| INFORME OFICIAL                 |                                 |                                 |                                 |                                 |                                 |                                 |                                 |                                 |

#### Viernes 23 de mayo - Prácticas delCarb Day
- Tiempo: 67 °F (19 °C), Soleado
- Resumen de las Prácticas: Todos los pilotos realizaron 33 vueltas durante la última sesión de entrenamientos de 60 minutos. Los polotos compañeros del Target Chip Ganassi Racing Tony Kanaan y Scott Dixon encabezaron los mejores registros. Un incidente menor involucró al novato Sage Karam, quien rozó la pared exterior de la salida de la curva cuatro. El coche sufrió daños leves.[25]

| Velocidades máximas de Práctica | Velocidades máximas de Práctica | Velocidades máximas de Práctica | Velocidades máximas de Práctica | Velocidades máximas de Práctica | Velocidades máximas de Práctica | Velocidades máximas de Práctica | Velocidades máximas de Práctica | Velocidades máximas de Práctica |
| Pos                             | N.º                             | Piloto                          | Equipo                          | Velocidad                       |                                 |                                 |                                 |                                 |
| ------------------------------- | ------------------------------- | ------------------------------- | ------------------------------- | ------------------------------- | ------------------------------- | ------------------------------- | ------------------------------- | ------------------------------- |
| 1                               | 10                              | Tony Kanaan                     | Chip Ganassi Racing             | 227.838                         |                                 |                                 |                                 |                                 |
| 2                               | 9                               | Scott Dixon                     | Chip Ganassi Racing             | 227.773                         |                                 |                                 |                                 |                                 |
| 3                               | 6                               | Townsend Bell                   | KV Racing Technology            | 227.221                         |                                 |                                 |                                 |                                 |
| INFORME OFICIAL                 |                                 |                                 |                                 |                                 |                                 |                                 |                                 |                                 |

##### PitStop Challenge- Viernes 23 de mayo
El  TAG Heuer Pit Stop Challenge fue el viernes 23 de mayo. Chip Ganassi Racing con su piloto Scott Dixon derrotó al equipo Dreyer & Reinbold Racing-United (con Sage Karam) en la ronda final.

## Clasificaciones

### Pole Day- sábado 17 de mayo
- Tiempo: (13 °C) 55 °F, parcialmente nublado
- Resumen de la sesión de la ronda eliminatoria al Fast Nine Shootout: Después de más de 8400 vueltas de prácticas en la semana anterior y con una primera ronda de las clasificaciones en el óvalo, nueve pilotos de la IndyCar Series obtuvieron una oportunidad para obtener pole para la de la 98.ª edición de las 500 millas de Indianápolis. Poco separado del clasificador más rápido - Ed Carpenter (230,661 mph) - y Ryan Hunter-Reay (230.011) en el 9.º lugar durante las clasificaciones, cinco equipos diferentes están representados en el Fast Nine Shootout. En el día siguiente de las clasificaciones, los pilotos que no entraron al Fast Nine Shootout están obligados a clasificar para definir las posiciones 10.ª a la 33.ª y están obligados a hacer otras de cuatro vueltas en el denominado Bump Day, programado para el 18 de mayo para determinar su posición en la carrera de 200 vueltas.[26]

| Primera Ronda – Sábado, 17 de mayo de 2014                                          | Primera Ronda – Sábado, 17 de mayo de 2014                                       | Primera Ronda – Sábado, 17 de mayo de 2014                                       | Primera Ronda – Sábado, 17 de mayo de 2014                                       | Primera Ronda – Sábado, 17 de mayo de 2014                                       | Primera Ronda – Sábado, 17 de mayo de 2014                                       | Primera Ronda – Sábado, 17 de mayo de 2014                                       | Primera Ronda – Sábado, 17 de mayo de 2014                                       | Primera Ronda – Sábado, 17 de mayo de 2014                                       |
| Pos.                                                                                | N.º                                                                              | Piloto                                                                           | Equipo                                                                           | Motor                                                                            | Vel. Máx                                                                         | Puntos                                                                           |                                                                                  |                                                                                  |
| Los primeros nueve - Clasificaciones al Fast Nine Shootout: Posiciones 1.ª a 9.ª    | Los primeros nueve - Clasificaciones al Fast Nine Shootout: Posiciones 1.ª a 9.ª | Los primeros nueve - Clasificaciones al Fast Nine Shootout: Posiciones 1.ª a 9.ª | Los primeros nueve - Clasificaciones al Fast Nine Shootout: Posiciones 1.ª a 9.ª | Los primeros nueve - Clasificaciones al Fast Nine Shootout: Posiciones 1.ª a 9.ª | Los primeros nueve - Clasificaciones al Fast Nine Shootout: Posiciones 1.ª a 9.ª | Los primeros nueve - Clasificaciones al Fast Nine Shootout: Posiciones 1.ª a 9.ª | Los primeros nueve - Clasificaciones al Fast Nine Shootout: Posiciones 1.ª a 9.ª | Los primeros nueve - Clasificaciones al Fast Nine Shootout: Posiciones 1.ª a 9.ª |
| ----------------------------------------------------------------------------------- | -------------------------------------------------------------------------------- | -------------------------------------------------------------------------------- | -------------------------------------------------------------------------------- | -------------------------------------------------------------------------------- | -------------------------------------------------------------------------------- | -------------------------------------------------------------------------------- | -------------------------------------------------------------------------------- | -------------------------------------------------------------------------------- |
| 1                                                                                   | 20                                                                               | Ed Carpenter                                                                     | Ed Carpenter Racing                                                              | Chevrolet                                                                        | 230.661                                                                          | 33                                                                               |                                                                                  |                                                                                  |
| 2                                                                                   | 34                                                                               | Carlos Muñoz                                                                     | Andretti Autosport                                                               | Honda                                                                            | 230.460                                                                          | 32                                                                               |                                                                                  |                                                                                  |
| 3                                                                                   | 3                                                                                | Hélio Castroneves                                                                | Team Penske                                                                      | Chevrolet                                                                        | 230.432                                                                          | 31                                                                               |                                                                                  |                                                                                  |
| 4                                                                                   | 27                                                                               | James Hinchcliffe                                                                | Andretti Autosport                                                               | Honda                                                                            | 230.407                                                                          | 30                                                                               |                                                                                  |                                                                                  |
| 5                                                                                   | 12                                                                               | Will Power                                                                       | Team Penske                                                                      | Chevrolet                                                                        | 230.323                                                                          | 29                                                                               |                                                                                  |                                                                                  |
| 6                                                                                   | 25                                                                               | Marco Andretti                                                                   | Andretti Autosport                                                               | Honda                                                                            | 230.134                                                                          | 28                                                                               |                                                                                  |                                                                                  |
| 7                                                                                   | 77                                                                               | Simon Pagenaud                                                                   | Schmidt Peterson Hamilton Motorsports                                            | Honda                                                                            | 230.070                                                                          | 27                                                                               |                                                                                  |                                                                                  |
| 8                                                                                   | 67                                                                               | Josef Newgarden                                                                  | Sarah Fisher Hartman Racing                                                      | Honda                                                                            | 230.033                                                                          | 26                                                                               |                                                                                  |                                                                                  |
| 9                                                                                   | 21                                                                               | J. R. Hildebrand                                                                 | Ed Carpenter Racing                                                              | Chevrolet                                                                        | 230.027                                                                          | 25                                                                               |                                                                                  |                                                                                  |
| INFORME OFICIAL                                                                     |                                                                                  |                                                                                  |                                                                                  |                                                                                  |                                                                                  |                                                                                  |                                                                                  |                                                                                  |
| No clasificados al Fast Nine Shootout - Definición de las posiciones 10.ª a la 30.ª |                                                                                  |                                                                                  |                                                                                  |                                                                                  |                                                                                  |                                                                                  |                                                                                  |                                                                                  |
| 10                                                                                  | 26                                                                               | Kurt Busch (N)                                                                   | Andretti Autosport                                                               | Honda                                                                            | 229.960                                                                          | 24                                                                               |                                                                                  |                                                                                  |
| 11                                                                                  | 28                                                                               | Ryan Hunter-Reay                                                                 | Andretti Autosport                                                               | Honda                                                                            | 229.899                                                                          | 23                                                                               |                                                                                  |                                                                                  |
| 12                                                                                  | 98                                                                               | Jack Hawksworth (N)                                                              | Bryan Herta Autosport                                                            | Honda                                                                            | 229.816                                                                          | 22                                                                               |                                                                                  |                                                                                  |
| 13                                                                                  | 2                                                                                | Juan Pablo Montoya                                                               | Team Penske                                                                      | Chevrolet                                                                        | 229.785                                                                          | 21                                                                               |                                                                                  |                                                                                  |
| 14                                                                                  | 9                                                                                | Scott Dixon                                                                      | Chip Ganassi Racing                                                              | Chevrolet                                                                        | 229.283                                                                          | 20                                                                               |                                                                                  |                                                                                  |
| 15                                                                                  | 7                                                                                | Mikhail Aleshin (N)                                                              | Schmidt Peterson Hamilton Motorsports                                            | Honda                                                                            | 229.091                                                                          | 19                                                                               |                                                                                  |                                                                                  |
| 16                                                                                  | 19                                                                               | Justin Wilson                                                                    | Dale Coyne Racing                                                                | Honda                                                                            | 228.947                                                                          | 18                                                                               |                                                                                  |                                                                                  |
| 17                                                                                  | 8                                                                                | Ryan Briscoe                                                                     | Chip Ganassi Racing                                                              | Chevrolet                                                                        | 228.825                                                                          | 17                                                                               |                                                                                  |                                                                                  |
| 18                                                                                  | 14                                                                               | Takuma Satō                                                                      | A. J. Foyt Enterprises                                                           | Honda                                                                            | 228.786                                                                          | 16                                                                               |                                                                                  |                                                                                  |
| 19                                                                                  | 83                                                                               | Charlie Kimball                                                                  | Chip Ganassi Racing                                                              | Chevrolet                                                                        | 228.710                                                                          | 15                                                                               |                                                                                  |                                                                                  |
| 20                                                                                  | 15                                                                               | Graham Rahal                                                                     | Rahal Letterman Lanigan Racing                                                   | Honda                                                                            | 228.664                                                                          | 14                                                                               |                                                                                  |                                                                                  |
| 21                                                                                  | 22                                                                               | Sage Karam (N)                                                                   | Dreyer & Reinbold Kingdom Racing                                                 | Chevrolet                                                                        | 228.650                                                                          | 13                                                                               |                                                                                  |                                                                                  |
| 22                                                                                  | 6                                                                                | Townsend Bell                                                                    | KV Racing Technology                                                             | Chevrolet                                                                        | 228.508                                                                          | 12                                                                               |                                                                                  |                                                                                  |
| 23                                                                                  | 10                                                                               | Tony Kanaan                                                                      | Chip Ganassi Racing                                                              | Chevrolet                                                                        | 228.435                                                                          | 11                                                                               |                                                                                  |                                                                                  |
| 24                                                                                  | 11                                                                               | Sébastien Bourdais                                                               | KV Racing Technology                                                             | Chevrolet                                                                        | 228.388                                                                          | 10                                                                               |                                                                                  |                                                                                  |
| 25                                                                                  | 63                                                                               | Pippa Mann                                                                       | Dale Coyne Racing                                                                | Honda                                                                            | 228.358                                                                          | 9                                                                                |                                                                                  |                                                                                  |
| 26                                                                                  | 17                                                                               | Sebastián Saavedra                                                               | KV Racing Technology                                                             | Chevrolet                                                                        | 228.294                                                                          | 8                                                                                |                                                                                  |                                                                                  |
| 27                                                                                  | 5                                                                                | Jacques Villeneuve                                                               | Schmidt Peterson Motorsports                                                     | Honda                                                                            | 228.171                                                                          | 7                                                                                |                                                                                  |                                                                                  |
| 28                                                                                  | 33                                                                               | James Davison (N)                                                                | KV Racing Technology                                                             | Chevrolet                                                                        | 228.150                                                                          | 6                                                                                |                                                                                  |                                                                                  |
| 29                                                                                  | 16                                                                               | Oriol Servià                                                                     | Rahal Letterman Lanigan Racing                                                   | Honda                                                                            | 228.034                                                                          | 5                                                                                |                                                                                  |                                                                                  |
| 30                                                                                  | 18                                                                               | Carlos Huertas (N)                                                               | Dale Coyne Racing                                                                | Honda                                                                            | 227.991                                                                          | 4                                                                                |                                                                                  |                                                                                  |
| No clasificados en el Pole Day'- Clasificaciones para las posiciones 31.ª a la 33.ª |                                                                                  |                                                                                  |                                                                                  |                                                                                  |                                                                                  |                                                                                  |                                                                                  |                                                                                  |
| 31                                                                                  | 68                                                                               | Alex Tagliani                                                                    | Sarah Fisher Hartman Racing                                                      | Honda                                                                            | 227.813                                                                          | 3                                                                                |                                                                                  |                                                                                  |
| 32                                                                                  | 41                                                                               | Martin Plowman (N)                                                               | A. J. Foyt Enterprises                                                           | Honda                                                                            | 227.043                                                                          | 2                                                                                |                                                                                  |                                                                                  |
| 33                                                                                  | 91                                                                               | Buddy Lazier                                                                     | Lazier Partners Racing                                                           | Chevrolet                                                                        | 226.543                                                                          | 1                                                                                |                                                                                  |                                                                                  |

### Domingo 18 de mayoFast Nine Shootout
- Resumen de la sesión Fast Nine Shootout (Los 9 primeros) y el Bump Day: El segundo día de clasificaciones configuró la parrilla de salida las posiciones que no clasificaron al Fast Nine Shootout, las posiciones 10.ª a la 33.ª, que luego contó con la definiciòn del Fast Nine Shootout. Durante el inicio de la sesión, Juan Pablo Montoya marcó el mejor tiempo, y clasificó para la 10.ª posición. Durante el Fast Nine Shootout, Ed Carpenter se convirtió en el undécimo piloto en ganar la pole position durante dos años consecutivos con un promedio de cuatro vueltas al registrar 231,067 mph (371,866 kmh), como la velocidad de calificación más rápida desde 2003 y la más rápida para el Dallara DW-12 desde su debut. El promedio de los participantes para el establecimiento de la grilla de 33 autos fue de 229,382 mph (369,155 kmh) siendo el promedio general más rápido registrado para las 500 millas de Indianápolis en toda la historia.

| 1 | 20 | Ed Carpenter      | Ed Carpenter Racing                   | Chevrolet | 231.067 | 9 |
| 2 | 27 | James Hinchcliffe | Andretti Autosport                    | Honda     | 230.839 | 8 |
| 3 | 12 | Will Power        | Team Penske                           | Chevrolet | 230.697 | 7 |
| 4 | 3  | Hélio Castroneves | Team Penske                           | Chevrolet | 230.649 | 6 |
| 5 | 77 | Simon Pagenaud    | Schmidt Peterson Hamilton Motorsports | Honda     | 230.614 | 5 |
| 6 | 25 | Marco Andretti    | Andretti Autosport                    | Honda     | 230.544 | 4 |
| 7 | 34 | Carlos Muñoz      | Andretti Autosport                    | Honda     | 230.146 | 3 |
| 8 | 67 | Josef Newgarden   | Sarah Fisher Hartman Racing           | Honda     | 229.893 | 2 |
| 9 | 21 | J. R. Hildebrand  | Ed Carpenter Racing                   | Chevrolet | 228.726 | 1 |

#### ResultadosBump Day
| 10 | 2  | Juan Pablo Montoya  | Team Penske                           | Chevrolet | 231.007 |
| 11 | 9  | Scott Dixon         | Chip Ganassi Racing                   | Chevrolet | 230.928 |
| 12 | 26 | Kurt Busch (N)      | Andretti Autosport                    | Honda     | 230.782 |
| 13 | 98 | Jack Hawksworth (N) | Bryan Herta Autosport                 | Honda     | 230.506 |
| 14 | 19 | Justin Wilson       | Dale Coyne Racing                     | Honda     | 230.256 |
| 15 | 7  | Mikhail Aleshin (N) | Schmidt Peterson Hamilton Motorsports | Honda     | 230.049 |
| 16 | 10 | Tony Kanaan         | Chip Ganassi Racing                   | Chevrolet | 229.922 |
| 17 | 11 | Sébastien Bourdais  | KV Racing Technology                  | Chevrolet | 229.847 |
| 18 | 16 | Oriol Servià        | Rahal Letterman Lanigan Racing        | Honda     | 229.752 |
| 19 | 28 | Ryan Hunter-Reay    | Andretti Autosport                    | Honda     | 229.719 |
| 20 | 15 | Graham Rahal        | Rahal Letterman Lanigan Racing        | Honda     | 229.628 |
| 21 | 18 | Carlos Huertas (N)  | Dale Coyne Racing                     | Honda     | 229.251 |
| 22 | 63 | Pippa Mann          | Dale Coyne Racing                     | Honda     | 229.223 |
| 23 | 14 | Takuma Satō         | A. J. Foyt Enterprises                | Honda     | 229.201 |
| 24 | 68 | Alex Tagliani       | Sarah Fisher Hartman Racing           | Honda     | 229.148 |
| 25 | 6  | Townsend Bell       | KV Racing Technology                  | Chevrolet | 229.009 |
| 26 | 83 | Charlie Kimball     | Chip Ganassi Racing                   | Chevrolet | 228.953 |
| 27 | 5  | Jacques Villeneuve  | Schmidt Peterson Motorsports          | Honda     | 228.949 |
| 28 | 33 | James Davison (N)   | KV Racing Technology                  | Chevrolet | 228.865 |
| 29 | 41 | Martin Plowman (N)  | A. J. Foyt Enterprises                | Honda     | 228.814 |
| 30 | 8  | Ryan Briscoe        | Chip Ganassi Racing                   | Chevrolet | 228.713 |
| 31 | 22 | Sage Karam (N)      | Dreyer & Reinbold Kingdom Racing      | Chevrolet | 228.436 |
| 32 | 17 | Sebastián Saavedra  | KV Racing Technology                  | Chevrolet | 228.088 |
| 33 | 91 | Buddy Lazier        | Lazier Partners Racing                | Chevrolet | 227.920 |

## Parrilla de salida
(N) = Novato en la Indy 500; (G) = Ganador de la Indy 500 en competición
| Fila | Por dentro | Por dentro             | En el medio | En el medio        | Por fuera | Por fuera              |
| ---- | ---------- | ---------------------- | ----------- | ------------------ | --------- | ---------------------- |
| 1    | 20         | Ed Carpenter           | 27          | James Hinchcliffe  | 12        | Will Power             |
| 2    | 3          | Hélio Castroneves (G)  | 77          | Simon Pagenaud     | 25        | Marco Andretti         |
| 3    | 34         | Carlos Muñoz           | 67          | Josef Newgarden    | 21        | J.R. Hildebrand        |
| 4    | 2          | Juan Pablo Montoya (G) | 9           | Scott Dixon (G)    | 26        | Kurt Busch (N)         |
| 5    | 98         | Jack Hawksworth (N)    | 19          | Justin Wilson      | 7         | Mikhail Aleshin (N)    |
| 6    | 10         | Tony Kanaan (G)        | 11          | Sebastien Bourdais | 16        | Oriol Servià           |
| 7    | 28         | Ryan Hunter-Reay       | 15          | Graham Rahal       | 18        | Carlos Huertas (N)     |
| 8    | 63         | Pippa Mann             | 14          | Takuma Satō        | 68        | Alex Tagliani          |
| 9    | 6          | Townsend Bell          | 83          | Charlie Kimball    | 5         | Jacques Villeneuve (G) |
| 10   | 33         | James Davison (N)      | 41          | Martin Plowman (N) | 8         | Ryan Briscoe           |
| 11   | 22         | Sage Karam (N)         | 17          | Sebastián Saavedra | 91        | Buddy Lazier (G)       |

- (G) = Ganador de la Indy 500 en competición
- (N) = Novato en la Indy 500.

## Resumen de la carrera
Se escribió el capítulo 98 de la carrera más famosa del mundo, las 500 millas de Indianápolis, y fue una competencia llena de emociones y tenemos un nuevo ganador y es el conocido piloto estadounidense Ryan Hunter-Reay (Andretti Autosport), que le ganó por 60 milésimas al brasileño Helio Castroneves, que estuvo muy cerca de lograr su cuarta victoria en el mítico Indianapolis Motor Speedway. Volvió a ganar un estadounidense después de mucho tiempo.

### Primera Parte de la Carrera
La primera mitad de la carrera contribuyó para que esta se convirtiera en la más rápida de la historia, gracias a que no hubo ninguna bandera amarilla en los primeros 147 giros; en el mismo arranque estuvo a punto de salir un encadenamiento cuando Jacques Villeneuve estuvo a punto de mandar a Ryan Briscoe al muro de la curva 2, pero apenas y pudo salvar el auto, no obstante debió detenerse. Al frente, James Hinchcliffe le quitó el liderato a Ed Carpenter y se mantuvo al frente en las primeras 10 vueltas antes de que el norteamericano le devolviera el favor; detrás, por ser la primera parte y todos necesitaban conservar auto y combustible, hubo pocos rebases. En esta fase parecía que el consumo de combustible sería el factor para la definición, ya que pilotos como Juan Pablo Montoya estiraron gradualmente la duración de sus stints, haciendo hasta 4 vueltas más de diferencia sobre el resto; por otro lado el debutante Sage Karam, quien arrancó en la última fila de salida, ingresó antes en sus primeras cuatro detenciones, lo cual le valió recuperar hasta el décimo sitio.
Tras la primera ronda en pits, Will Power heredó la punta sobre Carpenter y Hildebrand a la vez que Graham Rahal abandonó por problemas con el motor, culminando un mes para el olvido en el Rahal Letterman Lanigan Racing; Muñoz se mantenía en octavo, Montoya había subido a décima a la vez que los pilotos de Ganassi ya estaban dentro del Top 10 luego de una clasificación difícil. Otro piloto que también tuvo inconvenientes fue el novato Jack Hawksworth, quien sobre el giro 50 rozó levemente la pared de la curva 2, lo cual a pesar de que no le causó daños graves, le adelantó su segunda detención en boxes; la segunda tanda oficialmente comenzó en la vuelta 59, que vio la caída del ganador de 2013, Tony Kanaan: al entrar se le apagó la máquina #10 del equipo Ganassi, pero cuando quiso iniciar no pudo meter primera marcha. Esto hizo que perdiera 19 vueltas respecto a los líderes, con lo que la posibilidad de ganar por segundo año consecutivo se esfumó.

### Mitad de Carrera
Asimismo, un problema adicional visto en la carrera fueron las ampollas, es decir, llantas con muchas cuarteaduras, que causó que Carpenter y Simon Pagenaud adelantaran sus detenciones. Para la vuelta 70, Castroneves. era el líder sobre Andretti, Carpenter, Hunter-Reay y Dixon; Montoya era octavo, mientras Karam era décimo. La tendencia de parar cada 30 vueltas se repitió entre los giros 94 y 100, en los que Montoya continuó estirando el consumo de gasolina.
La carrera seguía tranquila y no aparecía la bandera amarilla. Esto hacia que la carrera sea más rápida. Los mejores en la pista, a pesar de que no peleaban en la punta, eran Juan Pablo Montoya y el campeón Scott Dixon (Chip Ganassi Racing). Los dos tenían una buena estrategia y tenían el mejor en consumo de combustible. El colombiano llegó a liderar tres veces. Dixon una. Hasta en ese momento todos estaban en el mismo barco pero en la vuelta 149 salía por primera vez la bandera amarilla. Charlie Kimball (Novo Nordisk Chip Ganassi Racing) perdió su auto en la curva dos y le pego al muro. Quedaban 50 vueltas y Hunter-Reay, Castroneves y Andretti se ponían cómo candidatos.

### Final de Carrera

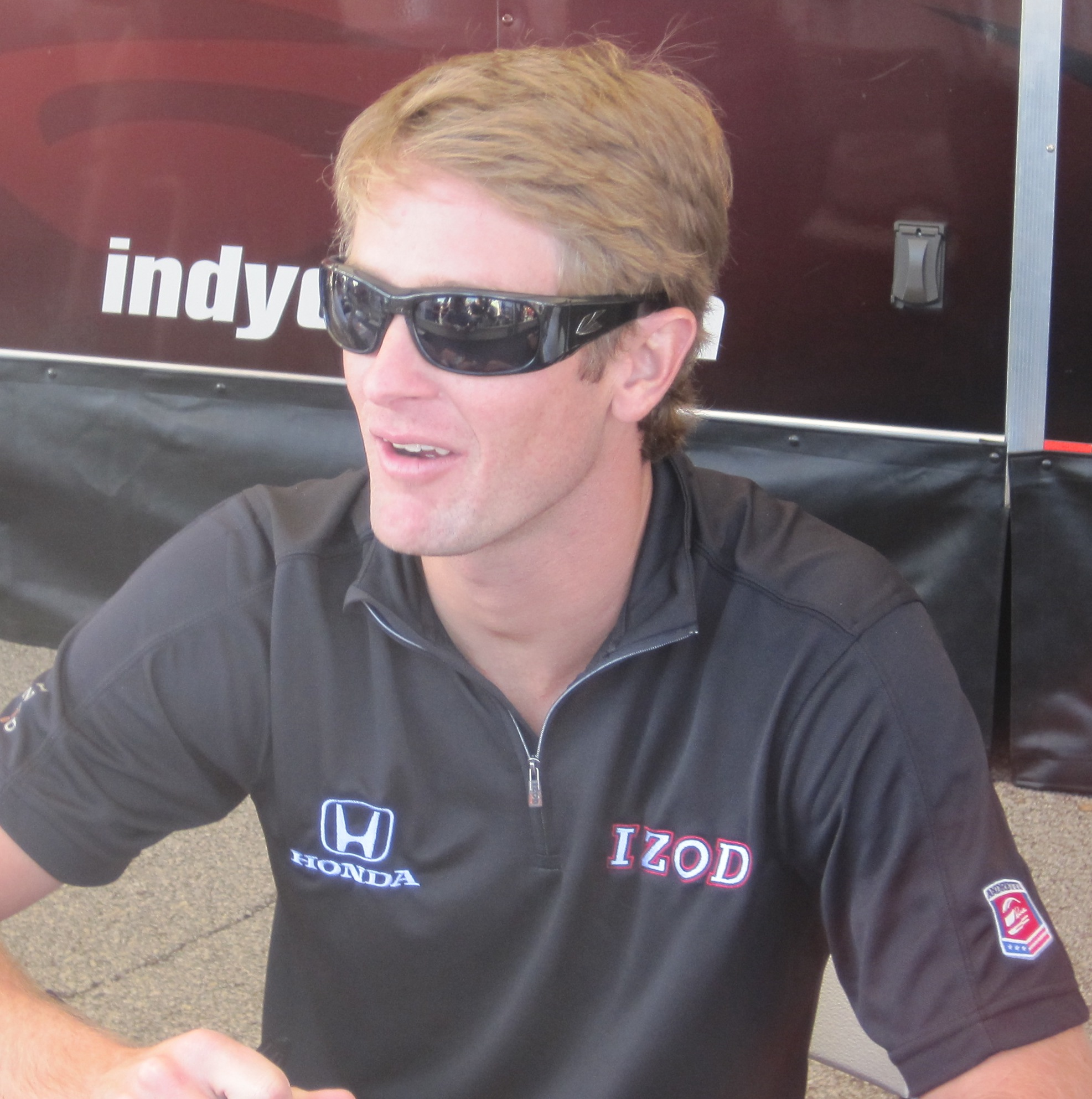
Hunter-Reay finalmente se adjudica su Primera Indy 500.

La segunda amarilla iba a venir rápido y el que se pegaba era el actual campeón Scott Dixon (Chip Ganassi Racing), que tuvo un mes de mayo para el olvido. Se pegó en la última curva. En ese mismo momento también había un accidente entre Martin Plowman (A. J. Foyt Enterprises) y Josef Newgarden. El debutante se lo llevó de relleno al joven piloto de la escuadra de Sarah Fisher. La verde volvía en la vuelta 175 y el campeón de la temporada 2012 era primero pero la amarilla iba a volver rápidamente porque en el reinicio se tocaban dos pilotos que estuvieron en la primera fila, el pole position Ed Carpenter (Ed Carpenter Racing) y James Hinchcliffe (Andretti Autosport), que fue el que tuvo la culpa porque se apuró. Por el accidente, Townsend Bell sorpendia y se ponía segundo. Volvió a haber carrera en la vuelta 180. Hunter-Reay seguía primero. Bell no tenía suerte y perdía dos posiciones. Townsend fue superado por el Castroneves y Andretti,. quienes con Hunter-Reay, todos favoritos a la victoria se intercambiaban posiciones siempre. Más tarde se iba a terminar la carrera para Bell, que tuvo un fuerte golpe y daño la barrera SAFER. Esto obligó a que saliera la bandera roja.

#### Últimas Vueltas
La última vez que salía la verde era en la 195, el brasileño atacaba a Hunter-Reay y tenían una lucha épica en las últimas vueltas. En la vuelta 199, el estadounidense, que tenía un auto más veloz, paso a Helinho y se aguantó el embate, por lo que así ganó en Indianápolis. El podio en el Brickyard lo completaron Helio Castroneves con el “Submarino Amarillo” y Marco Andretti (Andretti Autosport), que le sigue pesando mucho su apellido y no puede ganar. El colombiano Carlos Muñoz, también de Andretti Autosport, le cae bien Indianápolis y alcanzó un gran cuarto puesto. En su segundo intento (en el primero ganó y fue en el 2000), Juan Pablo Montoya, ahora en Penske Racing, terminó quinto.
Lo más destacado fue el gran trabajo de los pilotos y ellos son Kurt Busch (Andretti Autosport) y Sage Karam (Dreyer & Reinbold Kingdom Racing). El piloto de serie NASCAR logró carreron y llegó hasta donde pudo y consiguió un gran sexto lugar en su primera aparición en las 500 Millas de Indianápolis.

### Resultados
| Pos                  | N.º | Piloto              | Equipo                           | Monomarca | Vueltas | Tiempo/Retiro   | Paradas en los Pits | Pos. de partida | Vuel. Lideradas | Puntos1 |
| -------------------- | --- | ------------------- | -------------------------------- | --------- | ------- | --------------- | ------------------- | --------------- | --------------- | ------- |
| 1                    | 28  | Ryan Hunter-Reay    | Andretti Autosport               | Honda     | 200     | 2:40:48.2305    |                     | 19              | 56              | 125     |
| 2                    | 3   | Hélio Castroneves   | Team Penske                      | Chevrolet | 200     | +0.0600         |                     | 4               | 38              | 118     |
| 3                    | 25  | Marco Andretti      | Andretti Autosport               | Honda     | 200     | +0.3171         |                     | 6               | 20              | 103     |
| 4                    | 34  | Carlos Muñoz        | Andretti Autosport               | Honda     | 200     | +0.7795         |                     | 7               |                 | 99      |
| 5                    | 2   | Juan Pablo Montoya  | Team Penske                      | Chevrolet | 200     | +1.3233         |                     | 10              | 16              | 82      |
| 6                    | 26  | Kurt Busch (N)      | Andretti Autosport               | Honda     | 200     | +2.2666         |                     | 12              |                 | 80      |
| 7                    | 11  | Sébastien Bourdais  | KV Racing Technology             | Chevrolet | 200     | +2.6576         |                     | 17              |                 | 62      |
| 8                    | 12  | Will Power          | Team Penske                      | Chevrolet | 200     | +2.8507         |                     | 3               | 22              | 85      |
| 9                    | 22  | Sage Karam (N)      | Dreyer & Reinbold Kingdom Racing | Chevrolet | 200     | +3.2848         |                     | 31              |                 | 57      |
| 10                   | 21  | J. R. Hildebrand    | Ed Carpenter Racing              | Chevrolet | 200     | +3.4704         |                     | 9               |                 | 66      |
| 11                   | 16  | Oriol Servià        | Rahal Letterman Lanigan Racing   | Honda     | 200     | +4.1077         |                     | 18              |                 | 43      |
| 12                   | 77  | Simon Pagenaud      | Schmidt Peterson Motorsports     | Honda     | 200     | +4.5677         |                     | 5               |                 | 68      |
| 13                   | 68  | Alex Tagliani       | Sarah Fisher Hartman Racing      | Honda     | 200     | +7.6179         |                     | 24              | 3               | 38      |
| 14                   | 5   | Jacques Villeneuve  | Schmidt Peterson Motorsports     | Honda     | 200     | +8.1770         |                     | 27              |                 | 39      |
| 15                   | 17  | Sebastián Saavedra  | KV Racing Technology             | Chevrolet | 200     | +8.5936         |                     | 32              |                 | 38      |
| 16                   | 33  | James Davison (N)   | KV Racing Technology             | Chevrolet | 200     | +9.1043         |                     | 28              |                 | 34      |
| 17                   | 18  | Carlos Huertas (N)  | Dale Coyne Racing                | Honda     | 200     | +12.1541        |                     | 21              |                 | 30      |
| 18                   | 8   | Ryan Briscoe        | Chip Ganassi Racing              | Chevrolet | 200     | +13.3143        |                     | 30              |                 | 41      |
| 19                   | 14  | Takuma Satō         | A. J. Foyt Enterprises           | Honda     | 200     | +13.7950        |                     | 23              |                 | 38      |
| 20                   | 98  | Jack Hawksworth (N) | Bryan Herta Autosport            | Honda     | 200     | +13.8391        |                     | 13              |                 | 42      |
| 21                   | 7   | Mijaíl Alioshin (N) | Schmidt Peterson Motorsports     | Honda     | 198     | +2 Vueltas      |                     | 15              | 1               | 38      |
| 22                   | 19  | Justin Wilson       | Dale Coyne Racing                | Honda     | 198     | +2 Vueltas      |                     | 14              |                 | 34      |
| 23                   | 41  | Martin Plowman (N)  | A. J. Foyt Enterprises           | Honda     | 196     | +4 Vueltas      |                     | 29              |                 | 16      |
| 24                   | 63  | Pippa Mann          | Dale Coyne Racing                | Honda     | 193     | +7 Vueltas      |                     | 22              |                 | 31      |
| 25                   | 6   | Townsend Bell       | KV Racing Technology             | Chevrolet | 190     | Accidente       |                     | 25              |                 | 22      |
| 26                   | 10  | Tony Kanaan         | Chip Ganassi Racing              | Chevrolet | 177     | +23 Vueltas     |                     | 16              | 1               | 22      |
| 27                   | 20  | Ed Carpenter        | Ed Carpenter Racing              | Chevrolet | 175     | Accidente       |                     | 1               | 26              | 53      |
| 28                   | 27  | James Hinchcliffe   | Andretti Autosport               | Honda     | 175     | Accidente       |                     | 2               | 14              | 49      |
| 29                   | 9   | Scott Dixon         | Chip Ganassi Racing              | Chevrolet | 167     | Accidente       |                     | 11              | 3               | 31      |
| 30                   | 67  | Josef Newgarden     | Sarah Fisher Hartman Racing      | Honda     | 156     | Accidente       |                     | 8               |                 | 38      |
| 31                   | 83  | Charlie Kimball     | Chip Ganassi Racing              | Chevrolet | 149     | Accidente       |                     | 26              |                 | 25      |
| 32                   | 91  | Buddy Lazier        | Lazier Partners Racing           | Chevrolet | 87      | Falla Mecánica  |                     | 33              |                 | 11      |
| 33                   | 15  | Graham Rahal        | Rahal Letterman Lanigan Racing   | Honda     | 44      | Falla Eléctrica |                     | 20              |                 | 24      |
| RESULTADOS OFICIALES |     |                     |                                  |           |         |                 |                     |                 |                 |         |

Notas
- (1): Los puntos incluyen los puntos de la clasificación, 1 punto por liderar una vuelta, y 2 puntos para el mayor número de vueltas lideradas.

### Estadísticas de carrera
- Cambios del Líderato de la Carrera´: 34 entre 11 pilotos

| Líderes de la carrera | Líderes de la carrera | Líderes de la carrera | Líderes de la carrera |
| Vueltas               | Líder                 | Vueltas               | Líder                 |
| --------------------- | --------------------- | --------------------- | --------------------- |
| 1–9                   | Hinchcliffe           | 118–123               | Hunter-Reay           |
| 10–28                 | Carpenter             | 124                   | Dixon                 |
| 29                    | Hinchcliffe           | 125–132               | Montoya               |
| 30                    | Power                 | 133–138               | Hunter-Reay           |
| 31                    | Kanaan                | 139–153               | Andretti              |
| 32                    | Aleshin               | 154–157               | Carpenter             |
| 33–36                 | Hinchcliffe           | 158–162               | Hunter-Reay           |
| 37–57                 | Power                 | 163                   | Carpenter             |
| 58–61                 | Andretti              | 164–170               | Hunter-Reay           |
| 62                    | Castroneves           | 171–173               | Tagliani              |
| 63                    | Dixon                 | 174–181               | Hunter-Reay           |
| 64–66                 | Montoya               | 182                   | Andretti              |
| 67–91                 | Castroneves           | 183–184               | Hunter-Reay           |
| 92–93                 | Carpenter             | 185                   | Castroneves           |
| 94                    | Dixon                 | 186–195               | Hunter-Reay           |
| 95–99                 | Montoya               | 196                   | Castroneves           |
| 100–107               | Hunter-Reay           | 197–200               | Hunter-Reay           |
| 108–117               | Castroneves           |                       |                       |

| Total de Vueltas Lideradas | Total de Vueltas Lideradas |
| Vueltas                    | Líder                      |
| -------------------------- | -------------------------- |
| Ryan Hunter-Reay           | 56                         |
| Helio Castroneves          | 38                         |
| Ed Carpenter               | 26                         |
| Will Power                 | 22                         |
| Marco Andretti             | 20                         |
| Juan Pablo Montoya         | 16                         |
| James Hinchcliffe          | 14                         |
| Alex Tagliani              | 3                          |
| Scott Dixon                | 3                          |
| Mijaíl Aleshin             | 1                          |
| Tony Kanaan                | 1                          |

| Banderas de Precaución/Neutralizaciones: 5 de 21 vueltas | Banderas de Precaución/Neutralizaciones: 5 de 21 vueltas |
| Vueltas                                                  | Razón de las Neutralizaciones                            |
| -------------------------------------------------------- | -------------------------------------------------------- |
| 150–156                                                  | Charlie Kimball choca en la (curva 2)                    |
| 168–174                                                  | Scott Dixon y Josef Newgarden chocan en la (curva 4)     |
| 176–179                                                  | Ed Carpenter y James Hinchcliffe choca en la (curva 1)   |
| 191–191                                                  | Escombros (curva 2)                                      |
| 192–193                                                  | Townsend Bell choca en la (curva 2) y Bandera Roja       |

### Datos informativos de la competencia
- Ryan Hunter-Reay es el 50° estadounidense y el 69° piloto en la historia en ganar la Indy 500. Es su séptima aparición en esta carrera; previamente había obtenido un tercer lugar como mejor arranque (2012) y mejor resultado (2013), junto con un Top 5, dos Top 10 y cuatro abandonos, con cuatro equipos: Rahal Letterman, Vision Racing, Andretti y A.J. Foyt.
- Hunter-Reay ganó arrancando desde el puesto 19°, en 1954, Bill Vukovich inició en ese lugar para ganar las "500's".
- El norteamericano también iguala a Bobby Rahal (1986) y Kenny Brack (1999) al ganar con 33 años de edad.
- Primera vez que un auto con el dorsal #28 gana la competencia.
- 65.º triunfo para la marca de neumáticos Firestone, el 10.º para Honda como proveedora de motores (el primero siendo en 2004) y el 14.º para Dallara como constructora.
- Tercera victoria de Michael Andretti en Indy 500 como dueño de equipo; las anteriores fueron con Dan Wheldon (2005) y Dario Franchitti (2007).
- Promedio de carrera de 186.53 mph y 34 cambios de liderato entre 11 pilotos en esta competencia.
- Segundo final más apretado de la historia: 0.0600 s. El primero es el recordado en 1992 entre Al Unser Jr. y Scott Goodyear (0.043 s.).
- La vuelta más rápida de la carrera fue de Juan Pablo Montoya, promediando 225.191 mph. (39.966 s.) en el giro 182. Es el mejor récord desde 2003, cuando Tony Kanaan en la mitad de carrera promedió 229.188 mph (39.269 s.)
- Con su sexto lugar, Kurt Busch iguala el resultado que Robby Gordon (2000) y Tony Stewart (2001) obtuvieron en el Brickyard cuando hacen "El Doblete", es decir, las 500 Millas de Indy y las 600 de Charlotte de NASCAR.
- Cuatro autos con motor Honda y seis con Chevrolet terminaron en el Top 10.
- Sébastien Bourdais (7°) y Sebastián Saavedra (15°) obtuvieron su mejor resultado en Indy 500.

## Resultado final
| Piloto ganador                | Equipo ganador     | Motor/chasís         | Promedio de velocidad de competencia | Pole position          | Piloto destacado (Novato de la carrera destacado) | Mayor número de vueltas registradas como líder |
| ----------------------------- | ------------------ | -------------------- | ------------------------------------ | ---------------------- | ------------------------------------------------- | ---------------------------------------------- |
| Ryan Hunter-Reay 2:40:48.2305 | Andretti Autosport | Honda - Dallara DW12 | 300,244 km/h (186,563 mph)           | Ed Carpenter 2:35.7992 | Kurt Busch                                        | Ryan Hunter-Reay (56/200) vueltas              |

### Obras citadas
- IndyCar.com
- IndyStar.com
- WFNI 1070 The Fan
- Weather.com – Speedway, Indiana